# Ли Цуньсинь
Ли Цуньсинь (англ. Li Cunxin; род. 26 января 1961 года) — бывший китайско-австралийский артист балета, ставший биржевым маклером. В настоящее время он является художественным руководителем Квинслендского балета в Брисбене, Австралия. Обладатель Ордена Австралии.

## Жизнь и карьера
Он был шестым из семи братьев. Рос в нищете в коммуне Ли недалеко от города Циндао в провинции Шаньдун Китайской Народной Республики. Ему часто приходилось содержать свою крайне бедную семью. Ранняя жизнь Ли совпала с правлением Мао Цзэдуна над новой коммунистической нацией. У Ли было сильное желание служить Коммунистической партии Китая. Он был весьма политически набожен и в конце концов вступил в Коммунистический союз молодёжи Китая. В возрасте одиннадцати лет культурные советники Цзян Цин определили его учиться в Пекинскую академию танца, где студенты должны были проходить 16-часовое обучение в день. Он учился в академии в течение семи лет. Режим в Пекинской академии танца был суровым, день начинался в 5:30 утра. Ли хорошо выступал в классе политики, но плохо в балете. Это изменилось, когда он встретил Учителя Сяо, который увлекался балетом. Страсть Сяо повлияла на Ли, и к концу семилетнего обучения он стал очень хорошим танцором.
Художественный руководитель Хьюстонского балета, Бен Стивенсон, преподавал два семестра в Пекинской академии танца. Он предложил полную стипендию двум танцорам для обучения в летней школе балета в Хьюстоне, и Ли был выбран в качестве одного из них. Он был одним из первых студентов Пекинской академии танца, который отправился в Соединенные Штаты при финансовой поддержке центрального правительства Китайской Народной Республики.
После учебы в Летней школе он сбежал на Запад и был задержан в китайском консульстве в Хьюстоне. Его дезертирство вызвало громкие заголовки в Америке. Он начал отношения с начинающей американской танцовщицей Элизабет Макки, и в 1981 году они поженились, чтобы он мог избежать депортации. После 21 часа переговоров и вмешательства Джорджа Буша-старшего (в то время вице-президента США) Ли разрешили остаться в США в качестве свободного человека, но его китайское гражданство было аннулировано.
Впоследствии он танцевал в Хьюстонском балете в течение шестнадцати лет, за это время он завоевал две серебряные и одну бронзовую медаль на международных балетных конкурсах. В Лондоне он познакомился с балериной Мэри МакКендри из Рокхэмптона, Австралия. Они поженились в 1987 году. В 1995 году они переехали в Мельбурн, Австралия, вместе с двумя детьми. Он стал главным танцором в Австралийском балете. У МакКендри и Ли трое детей: Софи (1989), Томас (1992) и Брайди (1997).
В июле 2012 года Ли был назначен художественным руководителем балета Квинсленда. Он зарекомендовал себя как оплот культурной жизни Брисбена. В 2009 году он был назван Австралийским отцом года.
В июле 2016 года Барбара Бэр и Роберт Уайт из Музея Квинсленда назвали недавно обнаруженный вид пауков Maratus licunxini в честь Ли Цуньсинь. Доктор Бэр сказал, что выступление Цуньсиня в спектакле «Сон в летнюю ночь» напомнило ей ошеломляющее зрелище спаривания паука-павлина. Ли сказал, что для него это было честью, так же он отметил, что «увидев этого невероятного паука, сложный брачный танец, причудливую разметку павлина, я могу понять, почему Барбара установила связь с нашими артистами балета».
После 18 летнего перерыва он вернулся на сцену балета Квинсленда и выступил в роли Дроссельмейера в «Щелкунчике», который поставил Бен Стивенсон. Он вновь танцевал со своей женой Мэри МакКендри, с которой он в последний раз танцевал в этом произведении 26 лет назад в Хьюстоне.
В честь своего дня рождения в 2019 году он был назначен офицером (АО) Ордена Австралии за «выдающуюся службу исполнительскому искусству, особенно балету, в качестве танцора и художественного руководителя».

### Карьера биржевого маклера
После прибытия в Австралию в 1995 году, он был отстранен от работы из-за вывихнутой лодыжки, в связи с этим он занялся приобретением опыта работы в Australia and New Zealand Banking Groups и начал трехлетний дипломный курс в Австралийском институте ценных бумаг. Ранее он уже интересовался фондовым рынком, работая в Хьюстонском балете. Австралийский балет и ANZ Securities удовлетворили его желание работать одновременно в двух профессиях-танцах и быть биржевым брокером. По понедельникам, средам и пятницам он работал в брокерской фирме с 7.30 утра до полудня, затем направлялся в Австралийский балет на репетиции и готовился к выступлениям. Он следовал этой рутине в течение двух лет. Он считал, что это были его лучшие годы в качестве танцора. «Я достиг уровня, который, как я думал, я никогда не достигну, слияние техники и мастерства. Когда я был моложе, я мог бы быть технически лучше, но мне не хватало художественной зрелости». Он ушёл из балета в 1999 году в возрасте 38 лет и присоединился к финансовой консалтинговой фирме Bell Potter Securities, чтобы создать свой азиатский отдел.

## Последний танцор Мао
В 2003 году он опубликовал свою автобиографию «Последний танцор Мао». Он получил множество наград, в том числе награду «Австралийская книга года». В 2008 году детская версия этой книги, «Последний танцор Мао: крестьянский принц» (иллюстрированная Энн Спудвилас), получила премию Австралийской ассоциации издателей «книга года для детей младшего возраста» и премию детской книги «литературная премия Квинсленда».
«Последний танцор Мао» была экранизирован в 2009 году в одноименном художественном фильме режиссера Брюса Бересфорда «Последний танцор Мао». Главные роли исполнили Чи Цао, Брюс Гринвуд и Кайл Маклахлен. На Международном кинофестивале в Сан-Паулу в 2009 году фильм получил Приз зрительских симпатий За лучший иностранный полнометражный фильм.

## Награды и признание
- 2025 — премия конкурса «Приз Лозанны» за пожизненные заслуги.